# 宜宾菜坝机场
宜宾菜坝机场是一座位於四川省宜宾市的军民合用机场，屬4C級支线機場。2019年12月4日19点25分，最后一班飞机，国航CA1460次航班从宜宾飞往北京后，有着27年历史的菜坝机场正式关闭民航功能。民航业务全部转至宜宾五粮液机场。

## 机场情况
宜宾菜坝机场距离市中心约8公里，由原宜宾地区行署在驻军陆航直升机训练机场基础上，于1991年、1993年分两次扩建而成，为军民合用机场。机场飞行区等级4C，建有I类精密进近仪表着陆系统。跑道长2200米、宽45米，4C级停机位4个，可保障波音737-800、空中客车A320级别客机起降。候机楼总面积4700㎡，值机柜台4个，安检通道2条。
飞机在26号跑道进近时会低空飞越五粮液酒厂厂区，有飞行员戏称每次着陆都能闻到浓郁的酒香味儿。

## 關閉民航功能
2019年12月4日19點25分，在最后一架航班由西向东起飞后，菜坝机场现场举行熄灯仪式。在仪式的尾声，宜宾机场有限责任公司党委书记、董事长，宜宾民航管理处党委书记、处长彭兵宣布，“宜宾菜坝机场圆满完成历史使命，熄灯！”随着熄灯的口令，宜宾菜坝机场1号、2号站坪灯和航站楼的灯光按顺序熄灭，有著27年歷史的菜垻機場正式關閉民航功能，民航業務全部轉至宜賓五糧液機場。

## 航空公司与航点
2019年夏秋航季
| 航空公司           | 目的地                                        |
| ------------------ | --------------------------------------------- |
| 中国国际航空（CA） | 北京/首都                                     |
| 西藏航空（TV）     | 杭州、拉萨                                    |
| 深圳航空（ZH）     | 广州、深圳                                    |
| 多彩贵州航空（GY） | 贵阳、天津、长沙                              |
| 中国东方航空（MU） | 昆明、青岛、厦门、上海/浦东、武汉、南京、桂林 |
| 四川航空（3U）     | 丽江、三亚、西安                              |

## 注脚
1. ↑  宜宾民航管理处. . 2019-03-28  [2019-05-04]. （原始内容存档于2019-08-11）.